# Бхачау
Бхачау (англ. Bhachau, гудж. ભચાઉ) — город в западной части Индии, в штате Гуджарат, на территории округа Кач. Административный центр талуки Бхачау.

## География
Город находится в северо-западной части Гуджарата, на полуострове Кач, на высоте 58 метров над уровнем моря.
Бхачау расположен на расстоянии приблизительно 231 километра к западу от Гандинагара, административного центра штата и на расстоянии 900 километров к юго-западу от Нью-Дели, столицы страны.

## Климат
Климат характеризуется как аридный жаркий (BWh в классификации климатов Кёппена). Среднегодовая температура воздуха составляет 26,8 °C. Средняя температура самого холодного месяца (января) составляет 18 °С, самого жаркого месяца (июня) — 33,2 °С. Расчётная многолетняя норма осадков — 398 мм. В течение года количество осадков распределено неравномерно, основная их масса выпадает в период с июня по октябрь. Наибольшее количество осадков выпадает в июле (165 мм).

## Демография
По данным официальной переписи 2011 года, население составляло 39 532 человека, из которых мужчины составляли 54,8 %, женщины — соответственно 45,2 %. Дети в возрасте до 6 лет составляли 15,8 %. Уровень грамотности населения составлял 60,6 %. Насчитывалось 8647 домохозяйств.

Динамика численности населения города по годам:
| 1991   | 2001   | 2011   |
| ------ | ------ | ------ |
| 18 408 | 25 389 | 39 532 |